# Conostigmus fanalensis
Conostigmus fanalensis är en stekelart som beskrevs av Graham 1984. Conostigmus fanalensis ingår i släktet Conostigmus och familjen trefåresteklar. Inga underarter finns listade i Catalogue of Life.